# Gabriel Antonio Pereira
Don Gabriel Antonio José Pereira Villagrán (né à Montevideo le 17 mars 1794 et mort dans cette même ville le 14 avril 1861) était un homme d'État uruguayen qui fut très engagé dans le processus d'Indépendance et de naissance de la république orientale de l'Uruguay. Plusieurs fois sénateur et ministre, il fut élu président de la République pour un mandat de quatre ans, le 1er mars 1856.

## Biographie
En 1811 il adhéra au mouvement patriote occupant diverses fonctions militaires, comme celle d'Adjudant-Major de José Gervasio Artigas durant le second siège de Montevideo (1811- 1812), puis de commandant des Corps civiques et ensuite du Corps des hommes libres de la région orientale. Il s'opposa avec détermination en 1821, à l'intégration de ce qui allait devenir l'Uruguay, au Portugal, via son empire du Brésil, lors du "congrès Cisplatino". Fonctionnaire provincial à la tête de la région de Montevideo, il fut partisan du mouvement pro-argentin de 1822-1823. Il fut envoyé en Argentine pour tenter d'obtenir l'appui de ce gouvernement voisin, sans y parvenir.
Il a fait partie du gouvernement provisoire créé à la suite du soulèvement de 1825 et fut un des signataires de la déclaration d'indépendance du 25 août de la même année. Il représenta le département de Canelones à l'Assemblée générale constituante et législative de l’État qui rédigea la première Constitution approuvée en 1830 et allait donner naissance à la République. Il était président de cette Assemblée législative constituante en 1828, avec comme secrétaire de la législature son ami proche, de la même orientation politique que lui, Carlos de San Vicente militaire et futur général qu'il nommera ministre de la Guerre et de la Marine, le 19 mars 1856, quelques jours après son accession à la présidence de la République. C'est cette même Assemblée législative constituante qui par la rédaction de cette première Constitution, permit d'aboutir à sa ratification et sa signature, le 18 juillet 1830, moment considéré comme l'acte de naissance du pays. Il était un membre éminent du parti Colorado (cf. infra, § Articles liés).
Il est élu sénateur, lors de la première législature du pays, initiée en 1830, il fut ensuite ministre de l'Intérieur entre 1831 et 1832 et de nouveau sénateur entre 1833 et 1839. Du 24 octobre au 11 novembre 1838, il fut président de la République par intérim, à la suite de la démission de Manuel Oribe. Il fit ensuite partie de l'Assemblée des notables, organe qui se substitua au Parlement lors du Gouvernement de défense nationale, puis fut ministre du Gouvernement en 1847.
Il est élu président de la République pour un mandat de quatre ans, du 1º de mars 1856 au 1º de mars 1860. C'est sous sa présidence que lors de la révolution de 1858 des membres conservateurs du parti Colorado menés par le général César Díaz, se soulevèrent contre le gouvernement légitime du pays. Cette tentative échoua, Diaz fut battu à deux reprises, la seconde fois au  "Pas de Quinteros", par le général Anacleto Medina (es) qui tenta, leur ayant promis la vie sauve contre leur reddition, d'obtenir la grâce présidentielle, les rebelles ayant été condamnés à mort pour sédition. Mais le président de la République resta inflexible et réitéra son ordre quant à la sentence de mort qui avait été prononcée. Cette révolution se termina par l’exécution des principaux factieux, Diaz et 150 officiers, qui furent fusillés le 1er février 1858 au  "Pas de Quinteros", épisode plus connu sous le nom de  "Massacre de Quinteros". La victoire gouvernementale consolida la "politique de fusion" qui s'était dessinée après la Guerra Grande.
Il est de nouveau sénateur au cours de la dernière année de sa vie, décédant peu de temps après son entrée en fonction.
Il appartint à la loge des "chevaliers orientaux de la Maçonnerie". Ses activités maçonniques avaient pris naissance dès 1820 et il occupa d'importantes charges au sein de sa Loge (où il portait le nom d'"Atahualpa"), jusqu'à son décès.

### Composition du cabinet de gouvernement
| Ministère             | Nom                     | Période     |
| --------------------- | ----------------------- | ----------- |
| Intérieur             | José Longinos Ellauri   | 1856        |
| Intérieur             | Carlos de San Vicente   | 1856 - 1858 |
| Relations extérieures | Joaquín Requena         | 1856 - 1858 |
| Relations extérieures | Antonio de las Carreras | 1858 - 1860 |
| Économie et finances  | Lorenzo Batlle          | 1856 - 1857 |
| Économie et finances  | Doroteo García          | 1857 - 1858 |
| Économie et finances  | Francisco Lecocq        | 1858 - 1860 |
| Guerre et marine      | Carlos de San Vicente   | 1856 - 1858 |
| Guerre et marine      | Antonio Felipe Díaz     | 1858 - 1860 |